# Sr2
Электровоз Sr2 — односекционный четырёхосный грузо-пассажирский электровоз переменного тока (25 кВ), железных дорог Финляндии (VR), созданный компанией SLM/ABB на базе серийно выпускающегося электровоза Re 460 (Lok 2000) Швейцарских железных дорог.
Sr2 были выпущены для постепенной замены устаревающих электровозов серии Sr1 и на сегодняшний день являются самыми мощными локомотивами железных дорог Финляндии.
В Финляндии эти локомотивы получили прозвища Морская свинка (фин. Marsu), Эдельвейс (фин. Alppiruusu) и Часы с кукушкой (фин. Käkikello) из-за своего швейцарского происхождения.